# Pronoplon rubriceps
Pronoplon rubriceps là một loài bọ cánh cứng trong họ Cerambycidae.